# V (álbum de Vanessa Hudgens)
V é o primeiro álbum de estúdio solo da cantora e atriz norte-americana Vanessa Hudgens. Foi lançado no dia 26 de Setembro de 2006 nos Estados Unidos. O álbum segue a linha do gênero teen pop presente na trilha sonora do filme High School Musical, porém tem mais influência do R&B contemporâneo e pop rock, com notáveis guitarras ao fundo de algumas canções. Hudgens afirmou que o título vem tanto da letra inicial do seu nome, como para variety (em português: variedade), porque o álbum é uma mistura de diferentes estilos e gêneros musicais. O CD foi eleito o 4º melhor álbum pop e o 7º melhor do ano de 2007 pela escolha dos leitores da revista musical Billboard.

## Antecedentes e contexto
"Bem, eu o chamei de V porque significa Vanessa, mas também significa variedade, porque meu álbum, de certa forma, é uma mistura. Meu single ("Come Back to Me") é meio pop e R&B, mas no meu CD também há pop rock, música eletrônica e algumas baladas. Então, é como uma mistura divertida de tudo."

— Hudgens sobre o álbum, em entrevista à revista Time for Kids.
Em 2006, após ter participado do filme High School Musical e ter contribuído para grande parte de sua trilha sonora, Hudgens foi convidada a assinar um contrato com a gravadora Hollywood Records para iniciar uma carreira musical solo. A gravação do álbum ocorreu de 1 de junho a 31 de agosto de 2006, já que a gravadora fez questão de que o álbum fosse produzido rapidamente.
O presidente da Buena Vista Music Group, Bob Cavallo, disse: "Estamos encantados de ter Vanessa na [gravadora] Hollywood. Ela não só é talentosa, ela é incansável na sua ética de trabalho e tem uma visão para sua carreira. As pessoas ficarão muito impressionadas quando ouvirem sua voz e o seu desempenho".
Foram lançadas diversas versões do álbum, algumas contendo diferentes faixas bônus e capas. A edição padrão do álbum contém 12 faixas, enquanto a versão japonesa do álbum contém quatro faixas bônus e uma capa exclusiva. As lojas Wal-Mart, Target, Best Buy e iTunes também lançaram versões especiais do álbum, cada uma contendo diferentes faixas bônus.
O álbum teve mais tarde uma versão Deluxe, lançada somente em alguns países asiáticos, contendo CD que incluiu todas as faixas bônus lançadas, e DVD com os videoclipes e performances ao vivo dos singles oficiais, além de uma entrevista exclusiva com Hudgens. As faixas "Let Go", "Afraid" e "Whatever Will Be", presentes no álbum, são versões cover do girl group Raffish e das cantoras Melissa Schuman e Tammin Sursok, respectivamente.
Para promover o álbum, Hudgens cantou o single "Come Back to Me" nos programas Good Morning America e Live with Regis and Kelly. Hudgens também promoveu o álbum durante suas apresentações como ato de abertura na turnê The Party's Just Begun Tour da banda The Cheetah Girls, e mais tarde na turnê High School Musical: The Concert, na qual ela participou ao lado de seus colegas de High School Musical, cantando as faixas "Come Back to Me", "Say OK" e "Let's Dance", que viriam a ser as três músicas de trabalho do álbum (essa última lançada apenas de forma promocional).

## Recepção

### Performance comercial
Na primeira semana, o álbum vendeu 34 mil cópias nos Estados Unidos, estreando no 24º lugar na Billboard 200, que foi sua posição de pico. O álbum permaneceu 32 semanas na tabela estadunidense. Em 27 de fevereiro de 2007, o álbum foi certificado com disco de Ouro nos Estados Unidos pela quantia de remessas  de 500 mil cópias. No final do ano de 2007, ficou em 153º lugar na lista dos álbuns com o melhor desempenho do ano pela Billboard 200. Até abril de 2008, o álbum vendeu ao todo 570 mil cópias nos Estados Unidos.
Na Argentina, o álbum foi certificado com disco de Platina pela quantia de remessas  de 8 mil cópias (o álbum foi enquadrado como DVD pela CAPIF). No Brasil, o álbum não recebeu certificação, mas vendeu 10 mil cópias no país até maio de 2007.

### Crítica
| Críticas profissionais | Críticas profissionais |
| Avaliações da crítica  | Avaliações da crítica  |
| Fonte                  | Avaliação              |
| ---------------------- | ---------------------- |
| Allmusic               | (link)                 |
| Common Sense Media     | (link)                 |
| Digital Spy            | 3.5 de 5 estrelas.     |
| G1                     | Mixada (link)          |
| MSN                    | (link)                 |
| Rhapsody               | Positiva (link)        |
| Rolling Stone          | 2.5 de 5 estrelas.     |

O álbum recebeu no geral críticas positivas. Tony Whittum do Common Sense Media disse: "O primeiro álbum de Hudgens está bem posicionado para ganhar a aprovação do mercado adolescente. Suas 12 relativamente simples, românticas e doces canções pop sobre garotos, sair com amigos, dançar, poder feminino e as atribulações de uma vida muito jovem são entregues com as mais recentes modestas, recicladas batidas computadorizadas e de hip-hop". Ele ainda completou: "Hudgens é forte, estável e confortável no médio porte, como quando ela está cantando a música dance "Let's Dance" e do pop rock "Never Underestimate a Girl". Caso contrário, sua voz pode variar do diminutivo e tímido ao estridente extremo. Com sua voz e seu talento musical maduros, seria bom ver Hudgens assumir mais riscos e produzir algo mais original. Então, conforme seu público amadurece, eles não vão deixá-la para trás".
Nate Cavalieri do Rhapsody disse: "Esta coleção de pop 'açucarado' e R&B mantém as mensagens absolutamente irrepreensíveis, mesmo com dicas de que ela está disposta a quebrar sua timidez. Os singles são bem construídos e as melhores são "Come Back to Me", a dançante "Let's Dance" e uma dedicatória surpreendentemente emotiva de longa distância, "Afraid".". Mencionado na crítica de Identified, Heather Phares do Allmusic elogiou o álbum: "Foi seu primeiro passo em direção a uma carreira menos abertamente afiliada à Disney: lançada pela gravadora Hollywood Records, usou o pop soul de Christina Aguilera como modelo; mesmo se suas músicas foram um pouco 'sem personalidade', tiveram produção surpreendentemente sofisticada." Ela observou que Hudgens canta sobre o amor, dança e sair com amigas e repetiu novamente em Identified, "a produção excede as músicas e o canto".

## Singles
- "Come Back to Me" foi lançado como primeiro single do álbum em 12 de Setembro de 2006 nos Estados Unidos e em 27 de Novembro de 2006 na Europa. Foi composta e produzida por Antonina Armato e Tim James (são atribuídos também a Peter Beckett e J.C. Crowley os créditos de composição pela amostra da canção "Baby Come Back" da banda Player). É o single de maior sucesso da carreira solo de Hudgens, atingindo as posições 55ª na Billboard Hot 100 dos Estados Unidos, 8ª na Itália, 12ª na França, 17ª na Espanha, 58ª na Alemanha, 36ª na Austrália, 6ª na Nova Zelândia, 100ª no Reino Unido, entre outras. O videoclipe foi dirigido por Chris Applebaum e estreou no dia 25 de Agosto de 2006.
- "Say OK" foi lançado como segundo e último single oficial do álbum no dia 12 de Janeiro de 2007 nos Estados Unidos e em 28 de Maio de 2007 na Europa. Foi composta por Arnthor Birgisson e Savan Kotecha e produzida por Birgisson. Atingiu a 61ª posição na Billboard Hot 100 dos Estados Unidos, 39ª na Itália e 124ª no Reino Unido. Dois videoclipes foram lançados: o primeiro, dirigido por Chris Applebaum, que estreou em 12 de Janeiro de 2007; e o segundo (oficial), dirigido por Darren Grant, que estreou em 13 de Março de 2007.

### Outras músicas
- "Let's Dance" foi lançado como single promocional do álbum nos Estados Unidos e Canadá, tendo lançamento somente digital em 25 de Setembro de 2007.[8] O lançamento coincidiu com o uso da canção para promover a estreia da quinta temporada do reality show Dancing with the Stars da emissora estadunidense ABC. A música foi composta por Matthew Gerrard, Jonas Jeberg e Bridget Benenate, com produção de Gerrard e Jay Jay. Foi usada no lançamento digital a versão ao vivo da música, gravada durante a turnê High School Musical: The Concert. A canção foi incluída no CD Disney Girlz Rock, Vol. 2, da Walt Disney Records, bem como no jogo de videogame Wii We Cheer 2. Não foi produzido um videoclipe para o single. A música falhou a entrar nas tabelas musicais.

## Faixas
| Edição padrão  |                              |                                                         |                                |         |  |
| N.º            | Título                       | Compositor(es)                                          | Produtor(es)                   | Duração |  |
| 1.             | "Come Back to Me"            | Antonina Armato, Tim James, Peter Beckett, J.C. Crowley | Armato, T. James               | 2:47    |  |
| 2.             | "Let Go"                     | Andrew Bojanic, Elizabeth Hooper, Ivy Levan             | Wizards of Oz                  | 2:48    |  |
| 3.             | "Say OK"                     | Arnthor Birgisson, Savan Kotecha                        | Birgisson                      | 3:41    |  |
| 4.             | "Never Underestimate a Girl" | Matthew Gerrard, Robbie Nevil                           | Gerrard, Nevil                 | 3:01    |  |
| 5.             | "Let's Dance"                | Gerrard, Jonas Jeberg, Bridget Benenate                 | Gerrard, Jay Jay               | 2:52    |  |
| 6.             | "Drive"                      | Leah Haywood, David Norland                             | Norland, Daniel James, Haywood | 3:25    |  |
| 7.             | "Afraid"                     | D. James, Haywood, Bradley Spalter                      | D. James, Haywood              | 3:17    |  |
| 8.             | "Promise"                    | D. James, Haywood, Shelly Peiken                        | D. James, Haywood              | 3:16    |  |
| 9.             | "Whatever Will Be"           | Kotecha, Carl Falk, Jake Schulze                        | Kent Larsson, AJ Junior        | 3:47    |  |
| 10.            | "Rather Be with You"         | Bojanic, Hooper, Levan                                  | Wizards of Oz                  | 3:33    |  |
| 11.            | "Psychic"                    | Johnny Vieira                                           | Vieira                         | 3:01    |  |
| 12.            | "Lose Your Love"             | Vieira                                                  | Vieira                         | 3:01    |  |
| Duração total: | Duração total:               | Duração total:                                          | Duração total:                 | 38:28   |  |

| Faixas bônus da Wal-Mart |                 |                                         |               |         |  |
| N.º                      | Título          | Compositor(es)                          | Produtor(es)  | Duração |  |
| 13.                      | "Too Emotional" | Antonina Armato, Tim James, Nick Scappa | Armato, James | 2:50    |  |
| 14.                      | "Drip Drop"     | Alex Cantrall                           | Cantrall      | 3:34    |  |

| Faixas bônus da Target |                 |                                         |               |         |  |
| N.º                    | Título          | Compositor(es)                          | Produtor(es)  | Duração |  |
| 13.                    | "Don't Talk"    | Antonina Armato, Tim James, Nick Scappa | Armato, James | 2:37    |  |
| 14.                    | "Make You Mine" | Matthew Gerrard, Kara DioGuardi         | Gerrard       | 3:38    |  |

| Faixa bônus da Best Buy |                 |                                         |               |         |  |
| N.º                     | Título          | Compositor(es)                          | Produtor(es)  | Duração |  |
| 13.                     | "Too Emotional" | Antonina Armato, Tim James, Nick Scappa | Armato, James | 2:50    |  |

| Faixas bônus do iTunes da Europa |                 |                                 |              |         |  |
| N.º                              | Título          | Compositor(es)                  | Produtor(es) | Duração |  |
| 13.                              | "Drip Drop"     | Alex Cantrall                   | Cantrall     | 3:34    |  |
| 14.                              | "Make You Mine" | Matthew Gerrard, Kara DioGuardi | Gerrard      | 3:38    |  |

| Faixas bônus do Japão |                                               |                                            |               |         |  |
| N.º                   | Título                                        | Compositor(es)                             | Produtor(es)  | Duração |  |
| 13.                   | "Too Emotional"                               | Antonina Armato, Tim James, Nick Scappa    | Armato, James | 2:50    |  |
| 14.                   | "Drip Drop"                                   | Alex Cantrall                              | Cantrall      | 3:34    |  |
| 15.                   | "Come Back to Me" (Chris Cox Remix Radio Mix) | Armato, James, Peter Beckett, J.C. Crowley | Armato, James | 4:23    |  |
| 16.                   | "Come Back to Me" (Chris Cox Remix Club Mix)  | Armato, James, Beckett, Crowley            | Armato, James | 9:26    |  |

| Faixas bônus do CD da Edição Deluxe |                                               |                                            |               |         |  |
| N.º                                 | Título                                        | Compositor(es)                             | Produtor(es)  | Duração |  |
| 13.                                 | "Too Emotional"                               | Antonina Armato, Tim James, Nick Scappa    | Armato, James | 2:50    |  |
| 14.                                 | "Drip Drop"                                   | Alex Cantrall                              | Cantrall      | 3:34    |  |
| 15.                                 | "Don't Talk"                                  | Armato, James, Scappa                      | Armato, James | 2:37    |  |
| 16.                                 | "Make You Mine"                               | Matthew Gerrard, Kara DioGuardi            | Gerrard       | 3:38    |  |
| 17.                                 | "Come Back to Me" (Chris Cox Remix Radio Mix) | Armato, James, Peter Beckett, J.C. Crowley | Armato, James | 4:23    |  |
| 18.                                 | "Come Back to Me" (Chris Cox Remix Club Mix)  | Armato, James, Beckett, Crowley            | Armato, James | 9:26    |  |

| Faixas do DVD da Edição Deluxe |                                               |         |  |
| N.º                            | Título                                        | Duração |  |
| 1.                             | "Come Back to Me" (Music video)               | 2:49    |  |
| 2.                             | "Say OK" (Music video)                        | 3:39    |  |
| 3.                             | "Come Back to Me" (Music video; live version) | 2:56    |  |
| 4.                             | "Say OK" (Music video; live version)          | 3:28    |  |
| 5.                             | "Vanessa Hudgens Interview"                   | 3:08    |  |
| Duração total:                 | Duração total:                                | 16:00   |  |

Créditos de amostra
- "Come Back to Me" contém uma amostra da canção "Baby Come Back", interpretada por Player.

## Tabelas e certificações

### Tabelas semanais
| País e Tabela (2006–2007)         | Melhor posição |
| --------------------------------- | -------------- |
| Argentina (CAPIF)                 | 17             |
| Canadá (Nielsen SoundScan)        | 91             |
| Escócia (OCC)                     | 80             |
| Estados Unidos (Billboard 200)    | 24             |
| França (SNEP)                     | 59             |
| Irlanda (IRMA)                    | 27             |
| Itália (FIMI)                     | 42             |
| Japão (Oricon)                    | 43             |
| Nova Zelândia (Recorded Music NZ) | 35             |
| Reino Unido (OCC)                 | 86             |

| País e Tabela (2007)           | Posição |
| ------------------------------ | ------- |
| Estados Unidos (Billboard 200) | 153     |

| Região                                                 | Certificação | Unidades certificadas ou vendas |
| ------------------------------------------------------ | ------------ | ------------------------------- |
| Argentina (CAPIF)                                      | Platina      | 8,000^                          |
| Brasil                                                 | —            | 10,000                          |
| Estados Unidos (RIAA)                                  | Ouro         | 570,000                         |
| ^ Valores de remessas baseados apenas na certificação. |              |                                 |

## Histórico de lançamento

### Edição padrão
| País           | Data                   | Gravadora |
| -------------- | ---------------------- | --------- |
| Estados Unidos | 26 de Setembro de 2006 | Hollywood |
| México         | 26 de Setembro de 2006 | Universal |
| Hong Kong      | 5 de Outubro de 2006   | Universal |
| Canadá         | 10 de Outubro de 2006  | Hollywood |
| Brasil         | 30 de Outubro de 2006  | Universal |
| Nova Zelândia  | 7 de Novembro de 2006  | Universal |
| Argentina      | 22 de Novembro de 2006 | Universal |
| Itália         | 1 de Dezembro de 2006  | EMI       |
| Espanha        | 4 de Dezembro de 2006  | EMI       |
| Irlanda        | 4 de Dezembro de 2006  | EMI       |
| Reino Unido    | 4 de Dezembro de 2006  | EMI       |
| Portugal       | 11 de Dezembro de 2006 | EMI       |
| França         | 26 de Dezembro de 2006 | EMI       |
| Taiwan         | 9 de Janeiro de 2007   | Universal |
| Japão          | 17 de Janeiro de 2007  | Avex Trax |

| País          | Data                    | Gravadora |
| ------------- | ----------------------- | --------- |
| África do Sul | 19 de Janeiro de 2007   | EMI       |
| Hungria       | 25 de Janeiro de 2007   | EMI       |
| Alemanha      | 9 de Fevereiro de 2007  | EMI       |
| Áustria       | 9 de Fevereiro de 2007  | EMI       |
| Suíça         | 9 de Fevereiro de 2007  | EMI       |
| Dinamarca     | 21 de Fevereiro de 2007 | EMI       |
| Finlândia     | 21 de Fevereiro de 2007 | EMI       |
| Noruega       | 21 de Fevereiro de 2007 | EMI       |
| Suécia        | 21 de Fevereiro de 2007 | EMI       |
| Turquia       | 1 de Março de 2007      | EMI       |
| Austrália     | 17 de Março de 2007     | EMI       |
| Israel        | 19 de Abril de 2007     | EMI       |
| Países Baixos | 2 de Dezembro de 2007   | EMI       |
| Bélgica       | 9 de Janeiro de 2008    | EMI       |

### Edição Deluxe
| País    | Data                  | Gravadora |
| ------- | --------------------- | --------- |
| Japão   | 22 de Agosto de 2007  | Avex Trax |
| Malásia | 22 de Agosto de 2007  | EMI       |
| Taiwan  | 6 de Novembro de 2007 | Universal |

## Créditos
| Referência: - Vocais: Vanessa Hudgens. - Vocais de apoio: Vanessa Hudgens, Ulrika Lundkvist, Bridget Benenate, Char Licera, Anna Nordell, Jeanette Olsson, Keely Pressly, Dionyza Sutton, Leah Haywood. - Teclado: Matthew Gerrard, Leah Haywood. - Baixo: Jack Daley. - Guitarra: Tyrone Johnson, Scott Jacoby, Daniel James, Tim Pierce, Matthew Gerrard, Darren Elliott. - Piano: Mattias Bylund. - Violino: Martin Bylund. - Viola: Irene Bylund. - Bateria: Bradley Polan, Jay Jay. - Arranjo de instrumento de cordas: Nicky Scappa, Read. - Instrumento de cordas: Read. | - Produção executiva: Jon Lind, Mio Vukovic, Johnny Vieira. - Produção vocal: Antonina Armato, Tim James, Wizard of Oz, Arnthor, Matthew Gerrard, Jay Jay, David Norland, Leah Haywood, Daniel James, Kent Larsson, AJ Junior, Johnny Vieira. - Produção adicional: Leah Haywood, Daniel James (Nas faixas: 11, 12). - Arranjo vocal: David Norland, Leah Haywood, Daniel James. - Engenharia: Nigel Lundemo, Brian Reeves, Wizard of Oz, Jake Davies, Ben Eggehorn. - Coordenação: Jon Lind, Mio Vukovic. - Direção artística e Design: Enny Joo. - Mixagem: Serban Ghenea. - Fotografia: Andrew McPherson. |